# Бач, Мечислав
Мечислав Юзеф Бач (пол. Mieczysław Józef Batsch (Bacz), 1 января 1900, Лемберг — 9 сентября 1977 Пшемысль) — польский футболист, олимпиец, инженер-механик, выпускник факультета машиностроения Львовского университета (1931). После окончания института работал на станции региональных дирекций во Львове.

## Биография
Родился 1 января 1900 года в городе Лемберг, Австро-Венгрия (ныне — Львов, Украина).
Выступал в составе клуба «Погонь» Львов с 1916 по 1929 год. Был одним из двух главных бомбардиров клуба, вместе с легендарным Вацлавом Кухаром, становился с ним чемпионом Польши 1922, 1923, 1925, 1926 годов. Всего сыграл в чемпионате Польши 90 матчей и забил 76 мячей. Становился лучшим бомбардиром чемпионата Польши 1923 (10 мячей). Также был вторым снайпером сезона в 1922 (14 мячей), 1924 (9 мячей) и 1926 (7 мячей) году.
В составе национальной сборной Польши Мечислав Бач дебютировал в 1923 году в товарищеском матче со сборной Румынии (1:1), который проходил в родном для футболиста Львове. Двумя годами ранее был в резерве на матч с венграми, а еще за год до этого готовился к Олимпиаде в Антверпене, но из-за войны с СССР Польша на нее не поехала. Однако летом в составе «кадры» Мечислав участвовал в парижской Олимпиаде, где поляки вылетели от венгров 0:3. 26 августа 1926 года Мечислав первым среди польских игроков отличился четырьмя забитыми мячами в матче за сборную. Пострадала сборная Финляндии, которая проиграла в Познани 1:7 (это оставалось самой большой победой Польши вплоть до 1959 года). Последний свой поединок за сборную Бач сыграл также в родном Львове. 12 сентября 1926 года Польша принимала Турцию и победила 6:1, а Мечислав забил два мяча. Всего форвард сыграл за Польшу 11 матчей и забил 8 мячей в течение 1923—1926 годов.
Кроме футбола Бач был дипломированным инженером факультета машиностроения Технического университета Львова (1931). После окончания института работал в районном управлении станции во Львове. После завершения футбольной карьеры работал инженером на железной дороге в Пшемысле.
Умер 9 сентября 1977 года в городе Пшемысль на 78-м году жизни.

## Титулы и достижения
- Чемпион Польши: 1922, 1923, 1925, 1926
- Лучший бомбардир чемпионата Польши: 1923 (10 голов)